# Verzorgingsplaats Roncobilaccio
De Verzorgingsplaats Roncobilaccio is een verzorgingsplaats in Italië langs de A1 boven Roncobilaccio in de Italiaanse regio Emilia-Romagna.

## Geschiedenis

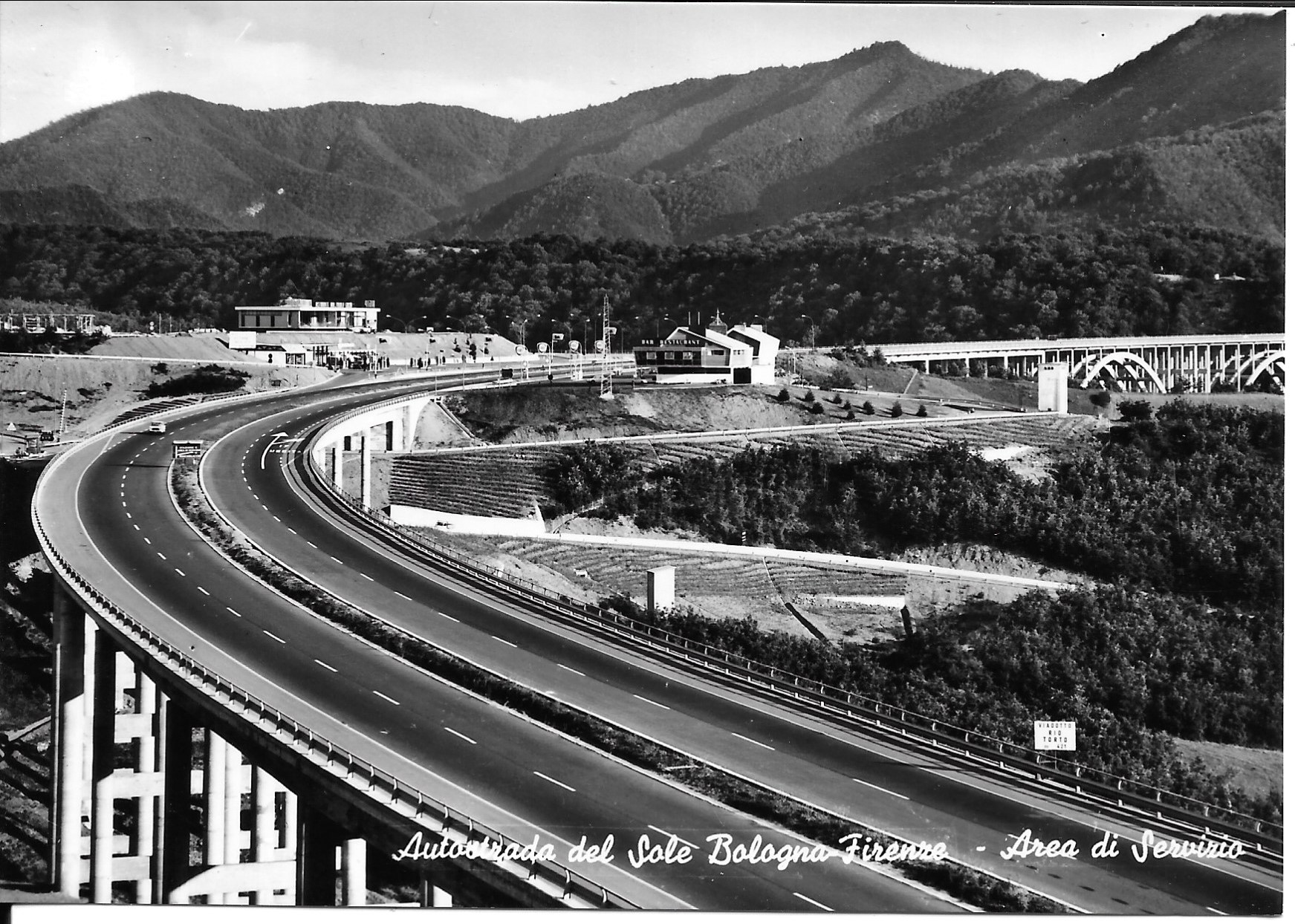
De verzorgingsplaats in 1965 gezien uit het noorden

Op 19 mei 1956 werd aan de zuidrand van  Milaan begonnen met de bouw van de A1, die Milaan en Rome met elkaar moest verbinden via een oversteek van de Apennijnen tussen Bologna en Firenze. Langs de nieuwe weg werden, op een onderlinge afstand van ongeveer 25 km, concessies voor wegrestaurants en tankstations uitgegeven. Naast Pavesi, de gevestigde keten van wegrestaurants, dongen ook Alemagna, Motta en Agip mee naar de 14 horeca concessies tussen Milaan en Firenze. 
De verzorgingsplaats vlak ten noorden van de oversteek van de Apennijnen werd gecombineerd met de op- en afritten alsmede de tolpoort van Roncobilaccio. 
De concessies voor het wegrestaurant en het tankstation voor het het verkeer naar het noorden (Roncobilaccio Est) gingen naar Agip dat op de heuvel naast het tankstation een standaard wegrestaurant (Ristorante 59) bouwde. 
Voor het verkeer naar het zuiden (Roncobilaccio Ovest) ging het wegrestaurant naar Pavesi en het tankstation naar de Belgische oliemaatschappij Fina. De architectuur aan deze kant van de weg werd speciaal voor deze locatie ontworpen. De vrijwel gelijke gebouwen van het tankstation en het restaurant hebben beide een asymetrisch zadeldak en staan gespiegeld ten opzichte van elkaar. Het lange deel van het dak ligt bij het restaurant aan de dalzijde en bij het tankstation aan de straatzijde. Het restaurant is uitgevoerd als een balkon met uitzicht op de A1, op de eerste verdieping onder het korte deel van het zadeldak. 
Het wegvak van de A1 bij de verzorgingsplaats werd op 3 december 1960 geopend. In 1974 kwamen de Italiaanse wegrestaurants, mede als gevolg van de oliecrisis, in de rode cijfers. Sluiting van de wegrestaurants was echter geen optie en de restaurantketens Motta, Pavesi en Alemagna verkochten hun restaurants aan de Staatsholding Istituto per la Ricostruzione Industriale (IRI). In 1977 werden de drie ketens door IRI samengevoegd tot één bedrijf, Autogrill, dat in 1995 weer werd geprivatiseerd. Het restaurant van AGIP werd vervangen door een snackbar naast de benzinepompen. Na de privatisering werden ook de concessies herverdeeld zodat gaande weg de oorspronkelijke concessiehouders verdwenen van de verzorgingsplaats.

## Indeling
De west- en oostzijde van de verzorgingsplaats zijn met een tweebaansweg onder de brug aan de noordkant met elkaar verbonden. Vlak ten oosten van de brug ligt de tolpoort die de verbinding vormt met de plaatselijke wegen. Aan de westzijde sluit de verbindingsweg, die tevens dienstdoet als op/afrit, tussen het restaurant en het tankstation aan op de verzorgingsplaats. De parkeerplaats voor personenauto's ligt hier tussen de A1 en het restaurant. Aan de oostzijde is een parkeerplaats voor vrachtauto's en campers ter hoogte van het voormalige AGIP-restaurant. Voor personenauto's zijn enkele paarkeerplaatsen beschikbaar naast de benzinepompen. Weggebruikers kunnen hier na een rondje door het tankstation kiezen voor de richting Bologna of om via de verbindingsweg de snelweg bij de tolpoort te verlaten. Het is, gezien de bebording, niet de bedoeling om tussen de beide delen van de verzorgingsplaats heen en weer te rijden.
De horeca, zowel het restaurant als de snackbar, is in handen van Sarni. Het tankstation aan de oostkant wordt door Tamoil geëxploiteerd, dat aan de westkant door Sarnioil.  